# Эстонский генный фонд
Эстонский генный фонд Тартуского Университета (эст. Tartu Ülikooli Eesti Geenivaramu) — это национальный генный биобанк населения Эстонии, созданный в 2000 году для улучшения здоровья населения Эстонии. Он содержит медицинские записи и генетические данные части населения Эстонии. Конечная цель фонда сбор генетических данных всего населения Эстонии. Эстонский генный фонд базируется в Тартуском университете.

## История
Идея проекта родилась в 1999 году. 13 декабря 2000 года Рийгикогу принял Закон об исследованиях генов человека, который вступил в силу в 2001 году. В соответствии с Законом об исследованиях генов человека правительство Республики учредило в марте 2001 года Фонд проектов генома Эстонии (EGV), который находился в ведении Министерства социальных дел.
Сдача генетической пробы и составление персональной генетической карты для всех генных доноров бесплатны. Стать генным донором может любой человек не моложе 18 лет, у которого есть эстонский личный код. Верхней возрастной границы нет. Люди могут принять участие в проекте независимо от того, чем они болеют или переболели. По состоянию на 2020 год в Эстонском Генном фонде Тартуского Университета содержатся генетические данные более 210 000 человек, что составляет почти 20% всего взрослого населения Эстонии.